# Houssem Aouar
Houssem Aouar (nascut el 30 de juny de 1998) és un futbolista professional francès que juga de centrecampista per l'Olympique de Lió.